# Encyclia gonzalezii
Encyclia gonzalezii är en orkidéart som beskrevs av Lou Christian Menezes. Encyclia gonzalezii ingår i släktet Encyclia och familjen orkidéer. Inga underarter finns listade i Catalogue of Life.